# Michael Dawson
Michael Richard Dawson (Northallerton, North Yorkshire, 18 november 1983) is een Engels professioneel voetballer die bij voorkeur als verdediger speelt. Hij tekende in augustus 2014 een driejarig contract bij Hull City, dat circa €4.400.000,- voor hem betaalde aan Tottenham Hotspur. Dawson debuteerde in 2010 in het Engels voetbalelftal.

## Carrière

### Begin
Dawson groeide op in Leyburn, North Yorkshire. Hij is de jongere broer van de voetballers Andy Dawson en Kevin Dawson. Hij begon zijn professionele carrière in november 2000, bij Nottingham Forest, waarvoor hij 91 wedstrijden speelde.

### Nottingham Forest
In het seizoen 2003/2004 vormde Dawson een defensie samen met veteraan Des Walker, toen Forest als zesde eindigde in de First Division, maar vervolgens in de play-offs met 4-3 verloor van Sheffield United. Dawson miste die wedstrijd vanwege een schorsing.
Gedurende de zomerstop kreeg Dawson koorts toen hij met het Engelse elftal onder-21 op pad was, waardoor hij het begin van het daaropvolgende seizoen miste. Door meerdere blessures kwam hij het gehele seizoen weinig aan spelen toe. Tussen september en februari werd maar twee keer gewonnen, waardoor trainer Paul Hart werd ontslagen en vervangen door Joe Kinnear. Deze wist, onder meer door de terugkeer van Dawson, het seizoen te redden en de club in de middenmoot te laten eindigen.

### Tottenham Hotspur
Forest behoorde het hele seizoen het seizoen daarop tot de onderste drie. Ondanks een trainerswissel in december degradeerde de club voor de tweede keer in haar historie. Dawson maakte de degradatie niet mee. Samen met Andy Reid tekende hij op 31 januari 2005 voor de Spurs, dat circa €12.000.000,- voor hem betaalde. Hij maakte zijn debuut op 16 april tijdens een 2-2-gelijkspel tegen Liverpool. De verdediger tekende op 28 maart 2006 een contract waarmee hij zich tot 2011 aan de club verbond. Op 27 januari 2010 verlengde hij zijn contract tot medio 2015. Nadat Ledley King een punt achter zijn carrière zette in juli 2012, werd Dawson aangeduid als nieuwe aanvoerder van het elftal.

## Internationaal
Dawsons prestaties hebben hem meerdere keren een plek in het nationale elftal opgeleverd. Door Sven-Göran Eriksson werd hij toegevoegd aan de selectie voor het WK voetbal 2006 als vervanger voor de geblesseerde Luke Young. Ook de volgende bondscoach, Steve McClaren, heeft hem meerdere keren aan de selectie toegevoegd.
Dawson kwam dertien keer uit voor Engeland onder 21.